# テンキー (ゲーム会社)
有限会社テンキー（英: TENKY Co. Ltd.）は、日本の企業。コンピュータゲームやカードゲームの企画・制作・販売、イラストの受注など、娯楽･趣味関係の業務を行っている。
コンピュータゲーム制作については、「開発協力」としてクレジットされることがほとんどである。
代表作は、メルティランサーシリーズ。

## 主な開発作品
- ワラビー!! （PCエンジン)
- シグナトリー （X68000）
- らんま1/2 とらわれの花嫁 （PCエンジンCD-ROM2)
- 魔物ハンター妖子 〜遠き呼び声〜 （PCエンジンCD-ROM2)
- 誕生 〜Debut〜 （PCエンジンCD-ROM2)
- 卒業 〜Graduation〜 （PCエンジンCD-ROM2)
  - 卒業II 〜Neo Generation〜 （PCエンジンCD-ROM2)
- デザート・ドラグーン （PC-9800シリーズ）
- どらごんEGG （PCエンジン)
- ベルデセルバ戦記～翼の勲章～ （PlayStation）
- メルティランサーシリーズ（PlayStation）
  - メルティランサー～銀河少女警察2086～
  - メルティランサー Re-inforce
  - メルティランサー THE 3rd PLANET
- メリーメント・キャリング・キャラバン （PlayStation）
- 奏（騒）楽都市OSAKA （PlayStation）
- サクラ大戦 花組対戦コラムス2  （ドリームキャスト）
- 幻想水滸外伝シリーズ（PlayStation）
  - 幻想水滸外伝 VOL.1 ハルモニアの剣士
  - 幻想水滸外伝 VOL.2 クリスタルバレーの決闘
- ヒカルの碁シリーズ（PlayStation）
  - ヒカルの碁 平安幻想異聞録
  - ヒカルの碁 院生頂上決戦
- ときめきメモリアル Girl's Side （PlayStation 2）
- ときめきメモリアル～forever with you～ （PlayStation Portable）
- テニスの王子様シリーズ
  - テニスの王子様SWEAT & TEARS （PlayStation）
  - テニスの王子様SWEAT & TEARS 2 （PlayStation 2）
  - テニスの王子様RUSH&DREAM! （PlayStation 2）
- アンジェリークシリーズ
  - アンジェリーク エトワール プロローグ （Microsoft Windows）
  - アンジェリーク エトワール （Microsoft Windows）（PlayStation 2）
- カンブリアンQTS ～化石になっても～ （PlayStation 2）
- フルハウスキスシリーズ
  - フルハウスキス （PlayStation 2）
  - フルハウスキス2 （PlayStation 2）
  - フルハウスキス2～恋愛迷宮～ （Microsoft Windows）
- Twelve〜戦国封神伝〜  （PlayStation Portable）
- マイネリーベII ～誇りと正義と愛～ （PlayStation 2）
- おとぎ銃士 赤ずきん （ニンテンドーDS）
- 金田一先生の日本語レッスン （ニンテンドーDS）
- xxxHOLiC ～四月一日の十六夜草話～ （Playstation 2）
- 蟲師 〜天降る里〜 （ニンテンドーDS）
- タイムホロウ 奪われた過去を求めて（ニンテンドーDS）
- 遊☆戯☆王 タッグフォースシリーズ
- 遊☆戯☆王ZEXAL 激突!デュエルカーニバル!（ニンテンドー3DS）
- ヴァイスシュヴァルツ ポータブル
- 境界線上のホライゾン  （PlayStation Portable）
- 特盛り!アタッカーズ!!（iOS/Android）
- 遊☆戯☆王アーク・ファイブ TAG FORCE SPECIAL（PSP）
- 遊☆戯☆王デュエルモンスターズ 最強カードバトル!（3DS）

## 企画・制作したカードゲーム
- トレーディングカードゲーム
  - ドラゴンクエストカードゲーム
  - マジカルパラダイス
  - メダロットカードゲーム
- カードゲーム
  - バトル・ロワイアルカードゲーム
  - バトル・ロワイアルII カードゲーム

## 所属作家
- 川上稔 （ライトノベル作家）
- さとやす （イラストレーター）
- シノ屋（イラストレーター）
- 内山紳輔（原画・イラストレーター）
- 矢口みどり（クロ）（原画・イラストレーター）
- 水野亮（イラストレーター）
- 橋谷利幸（ボードゲーム・カードゲームデザイナー）

## 関連人物
- 藤ノ宮深森 （CGデザイナー・イラストレーター）
- ことぶきつかさ （漫画家・デザイナー・イラストレーター）
- 太田虎一郎（プログラマ・漫画家）